# La caída de la gran raza

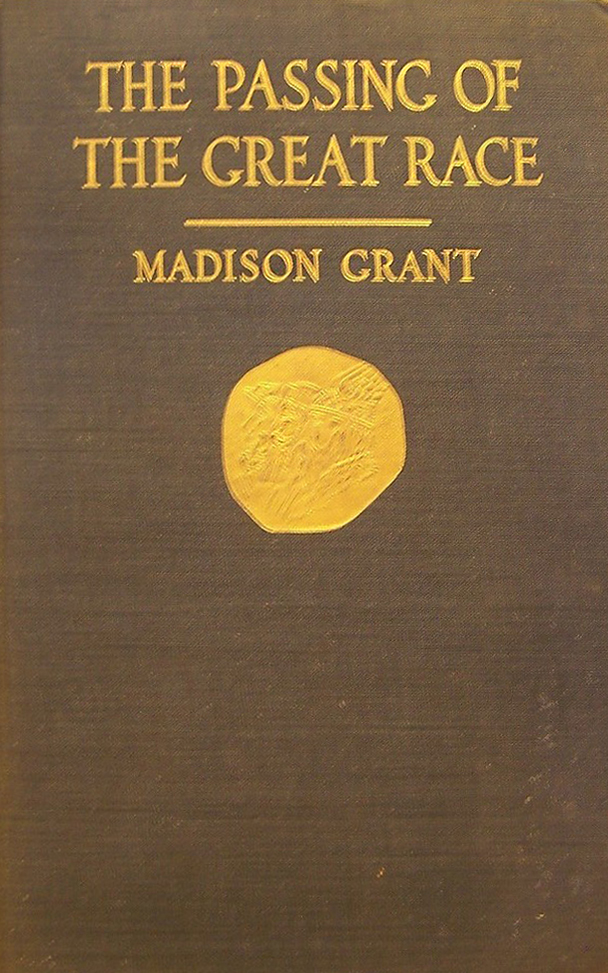
Portada de la 1ª edición (1916)

La caída de la gran raza (título original en inglés:The Passing of the Great Race) es un libro racista y pseudocientífico publicado en 1916 por el abogado estadounidense, autodenominado antropólogo y partidario de la eugenesia Madison Grant (1865-1937). Grant sostiene una teoría de la superioridad nórdica, afirmando que la raza nórdica es intrínsecamente superior a otras razas humanas. La teoría y el libro fueron elogiados por Adolf Hitler y otros miembros del partido nacionalsocialista.

## Contenido

### Índice
Parte I - Raza, Lenguaje y Nacionalidad
- I. Raza y Democracia
- II. Bases físicas de una raza
- III. Raza y Hábitat
- IV. La competición entre las razas
- V. Raza, Lenguaje y Nacionalidad
- VI. Raza y Lenguaje
- VII. Las razas europeas en las colonias

Parte II - La Historia de las Razas Europeas
- I. El Hombre del Eolítico
- II. El Hombre del Paleolítico
- III. El Neolítico y las Edades de los Metales
- IV. La Raza Alpina
- V. La Raza Mediterránea
- VI. La Raza Nórdica
- VII. La Europa Teutónica
- VIII. La Expansión de la Raza Nórdica
- IX. La Patria Nórdica
- X. La Raza Nórdica fuera de Europa
- XI. Aptitudes Raciales
- XII. Arya
- XIII. Origen de las Lenguas Arias
- XIV. La Lengua Aria en Asia

### Primera Parte
La primera sección trata sobre la base de la raza, así como las posturas de Grant sobre cuestiones políticas de la época (eugenesia). Estos se centran en el creciente número de inmigrantes de la Europa no nórdica. Grant afirma que los miembros de la sociedad protestante estadounidense contemporánea que podían rastrear su ascendencia hasta la época colonial, estaban siendo superados por inmigrantes y grupos raciales "inferiores". Grant razona que Estados Unidos siempre ha sido un país nórdico, formado por inmigrantes nórdicos de Inglaterra, Escocia y los Países Bajos en la época colonial y por inmigrantes nórdicos de Irlanda y Alemania en épocas posteriores.
Grant razona que los nuevos inmigrantes eran de diferentes razas y estaban creando sociedades separadas dentro de Estados Unidos. Su análisis de estudios de población, factores de utilidad económica, oferta de trabajo, etc. pretende demostrar que la consecuencia de esta subversión fue evidente en la disminución de la calidad de vida, las tasas de natalidad más bajas y la corrupción de la sociedad estadounidense contemporánea. Él razona que las razas nórdicas se extinguirían y que Estados Unidos, como era conocido, dejaría de existir, siendo reemplazado por un país fragmentado o una caricatura corrupta de sí mismo.

### Segunda Parte
La segunda parte del libro trata de la historia de las tres razas europeas: nórdica, alpina y mediterránea, así como sus características físicas y mentales. Esta parte del libro une los hilos de pensamiento con respecto a la teoría, etnología, antropología e historia de la migración aria en una amplia encuesta sobre el ascenso y la caída históricos, y la expansión y retracción, de las razas europeas de sus países de origen. De manera similar, conecta la historia de América con la de Europa, especialmente sus naciones nórdicas.